# Idactus bettoni
Idactus bettoni là một loài bọ cánh cứng trong họ Cerambycidae.